# توران تپه
توران تپه در شهرستان نکا، بخش مرکزی، روستای نداوخیل واقع شده و این اثر در تاریخ ۱ مهر ۱۳۸۲ با شمارهٔ ثبت ۱۰۳۰۱ به‌عنوان یکی از آثار ملی ایران به ثبت رسیده است.